# 莫斯科鎮區 (密歇根州)
莫斯科鎮區（英語：Moscow Township）是位於美國密歇根州希爾斯代爾縣的一個行政鎮區。

## 地方資料
莫斯科鎮區的面積為91.76平方千米，當中陸地面積為91.04平方千米，而水域面積為0.72平方千米。根據2020年美國人口普查的數據，當地共有人口1367人，而人口密度為每平方千米14.9人。